# Письменные памятники Востока
«Письменные памятники Востока» — российский научный журнал.
Издается Институтом восточных рукописей РАН с 2004 года.
Публикует статьи по всему спектру теоретических и практических вопросов изучения письменного наследия народов Востока.
Периодичность ― 4 раза в год. 
Редакция находится в Санкт-Петербурге.
Выпускается Издательской фирмой «Восточная литература» в Москве.

## Рубрики
- "Исследования",
- "Книжная культура",
- "Коллекции и архивы",
- "Научная жизнь",
- "Публикации",
- "Реставрация и хранение",
- "Рецензии".